# Gokyo Ri
Gokyo Peak (Nepalesisk: Gokyo Ri) er et 5357 meter høj bjerg i Khumbu regionen i Nepal. Bjerget ligger på vestsiden af Ngozumba-gletsjeren, som er den største gletsjer i Nepal. Gokyo (4750 meter) er en lille by ved foden af bjerget. Det er en af de højeste bosættelser i verden. Fra toppen af Gokyo Ri er det muligt at se fire af 8000 meters bjergtoppe: Mount Everest, Lhotse, Makalu og Cho Oyu.
Det er populært blandt vandrere i området at bestige Gokyo Ri, da det er forholdsvist ukompliceret.
27°57′40″N 86°41′00″Ø / 27.9611°N 86.6833°Ø